# 台琼楠
台琼楠（学名：Beilschmiedia erythrophloia），为樟科琼楠属下的一个植物种。